# Зодерсторф
Зодерсторф (њем. Soderstorf) општина је у њемачкој савезној држави Доња Саксонија. Једно је од 43 општинска средишта округа Линебург. Према процјени из 2010. у општини је живјело 1.513 становника. Посједује регионалну шифру (AGS) 3355034.

## Географски и демографски подаци
Зодерсторф се налази у савезној држави Доња Саксонија у округу Линебург. Општина се налази на надморској висини од 53 метра. Површина општине износи 35,9 km². У самом мјесту је, према процјени из 2010. године, живјело 1.513 становника. Просјечна густина становништва износи 42 становника/km².